# Platypalpus alpigenus
Platypalpus alpigenus is een vliegensoort uit de familie van de Hybotidae. De wetenschappelijke naam van de soort is voor het eerst geldig gepubliceerd in 1893 door Strobl.